# Néa Kavála (Kilkís)
Néa Kavála (grec moderne : Νέα Καβάλα) est une localité située dans le dème de Péonie, dans le district régional de Kilkís, dans la periphérie de Macédoine-Centrale, en Grèce.
Selon le recensement de 2011, elle compte 140 habitants.